# Amphiodia digitata
Amphiodia digitata är en ormstjärneart som beskrevs av Nielsen 1932. Amphiodia digitata ingår i släktet Amphiodia och familjen trådormstjärnor. Inga underarter finns listade i Catalogue of Life.